# Giorgio Tuccinardi
Giorgio Tuccinardi (Údine, 22 de diciembre de 1985) es un deportista italiano que compitió en remo.
Ganó cuatro medallas en el Campeonato Mundial de Remo entre los años 2006 y 2014, y una medalla de plata en el Campeonato Europeo de Remo de 2013.

## Palmarés internacional
| Campeonato Mundial | Campeonato Mundial       | Campeonato Mundial | Campeonato Mundial      |
| Año                | Lugar                    | Medalla            | Prueba                  |
| ------------------ | ------------------------ | ------------------ | ----------------------- |
| 2006               | Eton (Reino Unido)       | Medalla de oro     | Ocho con timonel ligero |
| 2007               | Múnich (Alemania)        | Medalla de bronce  | Ocho con timonel ligero |
| 2011               | Bled (Eslovenia)         | Medalla de plata   | Ocho con timonel ligero |
| 2014               | Ámsterdam (Países Bajos) | Medalla de plata   | Ocho con timonel ligero |
| Campeonato Europeo |                          |                    |                         |
| Año                | Lugar                    | Medalla            | Prueba                  |
| 2013               | Sevilla (España)         | Medalla de plata   | Dos sin timonel ligero  |